# Friedrich Wilhelm Levi
Friedrich Wilhelm Daniel Levi (6 de fevereiro de 1888 — 1 de janeiro de 1966) foi um matemático alemão.